# Северни свињорепи макаки
Северни свињорепи макаки (Macaca leonina) је врста сисара из реда примата и породице мајмуна Старог света (Cercopithecidae).

## Распрострањење
Врста има станиште у Бангладешу, Вијетнаму, Индији, Камбоџи, Кини, Лаосу, Мјанмару и Тајланду.

## Станиште
Врста Macaca leonina има станиште на копну.

## Угроженост
Ова врста се сматра рањивом у погледу угрожености врсте од изумирања.

### Популациони тренд
Популација ове врсте се смањује, судећи по расположивим подацима.